# Cile ai XVII Giochi olimpici invernali
Il Cile partecipò ai XVII Giochi olimpici invernali, svoltisi a Lillehammer, Norvegia, dal 12 al 27 febbraio 1994, con una delegazione di 3 atleti impegnati in una disciplina.